# Johann Bockhorst

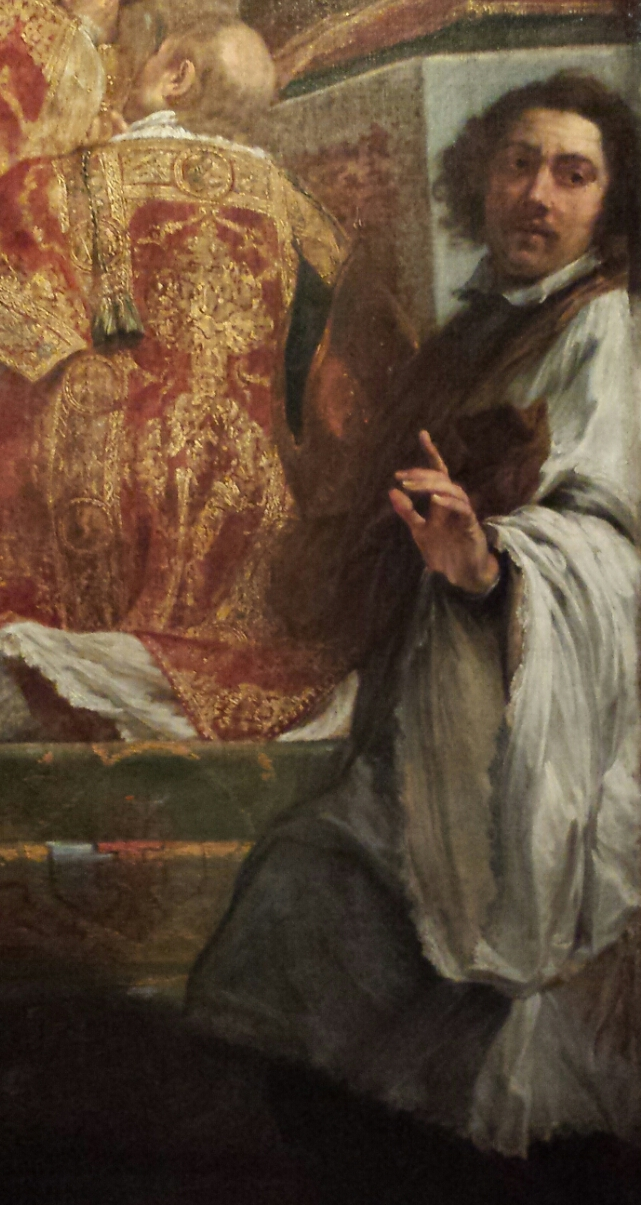
Die Messe des heiligen Martinus (um 1654, Ausschnitt des rechten unteren Bildrands). In dem Kleriker porträtierte sich Bockhorst vermutlich selbst

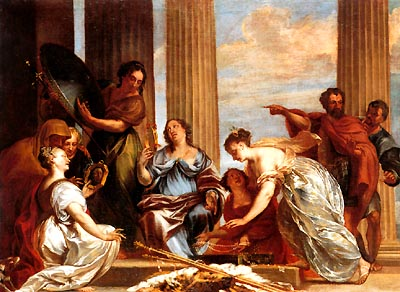
Achilles unter den Töchtern des Lykomedes (um 1650), Alte Pinakothek, München

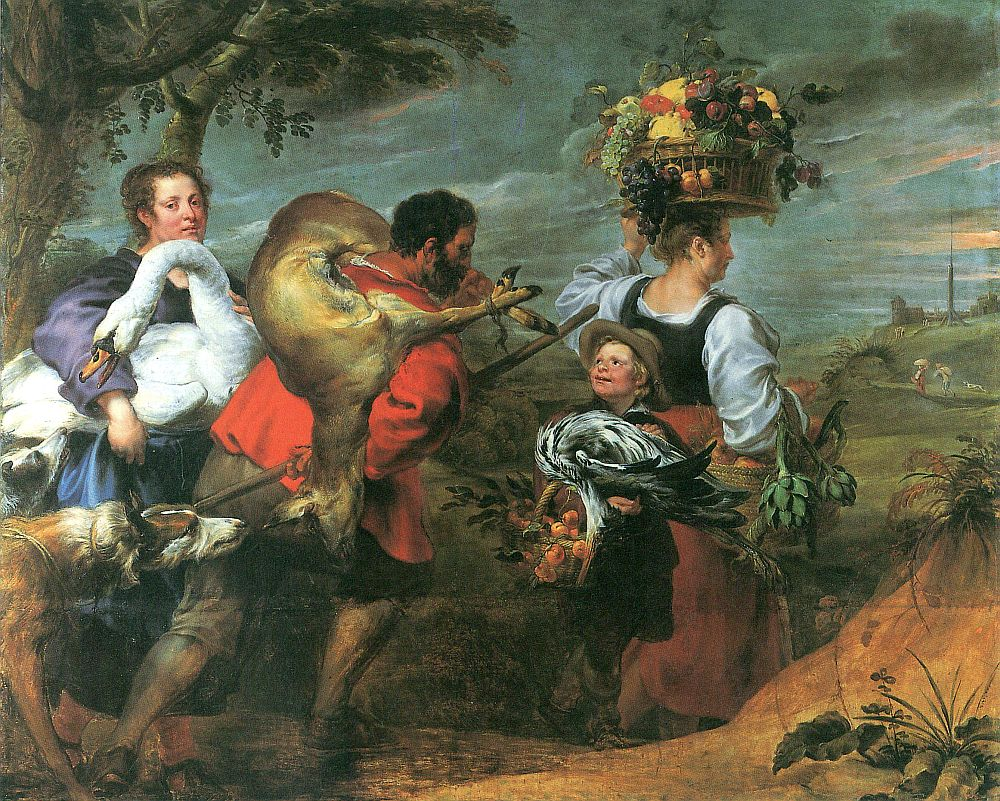
Bauern auf dem Weg zum Markt (um 1630), Rubenshuis Antwerpen

Johann Bockhorst (auch Jan Boeckhorst, genannt Langer Jan; * 1604 in Münster; † 21. April 1668 in Antwerpen) war ein deutscher Maler der Barockzeit.
Er war ein enger Mitarbeiter von Peter Paul Rubens. Bockhorst pflegte seine Werke selten zu signieren oder datieren. Deswegen wurden manche seiner Arbeiten Rubens oder Anthon van Dyck, mit dem er eng befreundet war, zugewiesen. Die Kunstgeschichte schreibt ihm jedoch inzwischen viele seiner Werke durch Stilvergleich zu oder belegt seine Urheberschaft vereinzelt durch Archivalien. Mit seinen Heiligenbildern stellte er sich in den Dienst der Gegenreformation. Bockhorst wird den flämischen Malern zugerechnet.

## Leben

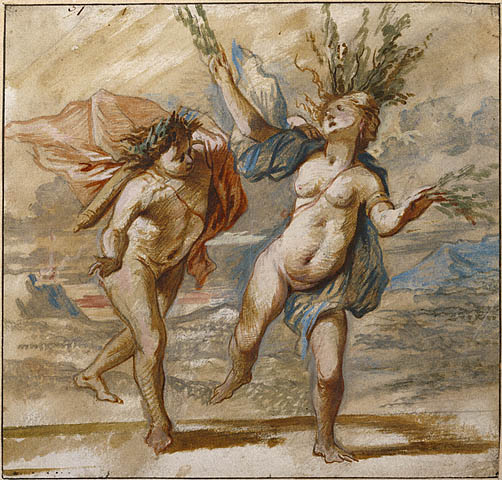
Apollo und Daphne (um 1640), J. Paul Getty Museum

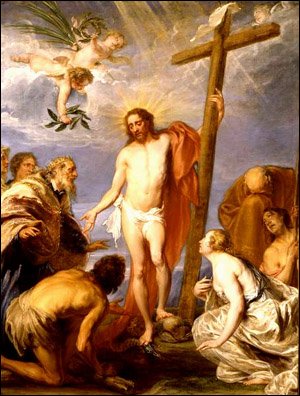
Der triumphierende Christus vergibt den reumütigen Sündern (um 1660), Auckland Art Museum

Bockhorst entstammte einer angesehenen münsterischen Honoratiorenfamilie, die ihren Namen auch Boichorst schrieb. Sein Vater Heinrich Bockhorst war promovierter Jurist, Mitglied des Rats und von 1619 bis 1627 Bürgermeister von Münster. Bereits sein Großvater Albert Bockhorst, der aus Rees nach Münster kam, war Jurist und von 1568 bis 1572 ebenfalls Bürgermeister in Münster.
Aus der Ehe Heinrich Bockhorsts mit Catharina Helskamp, der Tochter eines Richters aus Rees, gingen zwölf Kinder hervor; Johann war das zweitälteste. Sein älterer Bruder Albert Boichorst genoss die Wertschätzung von Fürstbischof Christoph Bernhard von Galen und war Syndikus des Domkapitels sowie des Kollegiatstifts von St. Mauritz. Sein Bruder Heinrich Boichorst war ebenfalls Jurist.
Johann Bockhorst besuchte bis 1620 das Gymnasium Paulinum in Münster. 1621 wurde er Kleriker an der Stiftskirche St. Clemens in Wissel. Zum Priester wurde er nicht geweiht. Um 1626 begann er zu malen und ging nach Antwerpen, wo er sich vermutlich zunächst im Atelier von Jacob Jordaens und von Anthon van Dyck zum Historienmaler ausbilden ließ. 1626–27 war er Mitglied des Magistrats der Stadt Brüssel. Bis Juni 1626 bekleidete er das Amt des Einnehmers für den Schiffszoll auf dem Kanal zwischen Brüssel und Willebroek. Ob er in seiner Brüsseler Zeit in der Werkstatt von Gaspar de Crayer tätig war, ist nicht belegt. Die Antwerpener Lukasgilde nahm ihn 1633 oder 1634 als Mitglied auf. Zu dieser Zeit arbeitete Bockhaus mit Peter Paul Rubens eng zusammen. 1635 arbeitete er an Rubens' Jagdpavillon Torre de la Parada in Madrid und an den Triumphbögen Pompa Introitus Ferdinandi anlässlich des Einzugs des Kardinalinfanten Ferdinand in Antwerpen mit.
Nach einer ersten Italienreise 1637 kam er 1639 nach Rom, wo er den Bentvueghels, der Gruppe dort ansässiger niederländischer und flämischer Künstler, angehörte. Sie gab ihm den Spitznamen „Dr. Faustus“. Sein zweiter Kosename „Der lange Jan“ ist auf seine für damalige Zeit ungewöhnliche Körpergröße zurückzuführen. 1640 beauftragte ihn Hélène Fourment, die Witwe Peter Paul Rubens’, die unvollendeten Werke ihres Mannes nach dessen Tod fertigzustellen.
Bis 1649 sind keine Lebensdaten Bockhorsts bekannt. Zu dieser Zeit hatte er sich bereits einen Namen gemacht, so dass der Kunsthändler Michael Le Blon der schwedischen Königin Christina Bockhorst als Hofmaler empfahl. Le Blon begründete dieses unter anderem damit, dass Bockhorst der gefragteste Maler Antwerpens sei.
Zwischen 1650 und 1660 schuf Bockhorst eine Vielzahl von Werken für Klöster und Kirchen der spanischen Niederlande. Erhalten sind Gemälde in Brügge, Gent und Lo. Auch in seiner Geburtsstadt Münster hielt er sich häufiger auf, vermutlich arbeitete er auch dort. So schuf er um 1654 für St. Martini das Altarbild Messe des Hl. Martinus, das sich seit 1998 im Stadtmuseum Münster befindet. Das Hochaltargemälde Christus am Kreuz in der Stiftskirche St. Mauritz wurde lange Zeit als Werk van Dycks angesehen; inzwischen wird es Bockhorst zugeschrieben.
Auch mit der Historienmalerei beschäftigte sich Bockhorst weiterhin; seine Arbeiten waren auf dem Kunstmarkt gefragt und fanden Eingang in Kunstgalerien Europas. Weiterhin gestaltete er Tapisserien und illustrierte Bücher für die von Christoffel Plantijn in Antwerpen gegründete Druckerei. Sein Reichtum mehrte sich. Er ermöglichte ihm, eine Sammlung von Kunstwerken anderer Künstler zusammenzutragen. In Antwerpen lebte er in einem stattlichen Haus neben dem Karmeliterinnenkloster unweit des Rubenshauses.
Bockhorst starb 1668 und wurde am 24. April des Jahres in der Kirche St. Jakob in Antwerpen beigesetzt. Seine eigenen Arbeiten aus seinem Besitz sowie seine Kunstsammlung wurden versteigert.
In Münster ist die Bockhorststraße nach dem Maler benannt.

## Maltechnik
Die Kunstgeschichte arbeitete die besonderen Merkmale von Bockhorsts Maltechnik heraus. Die Gouache St. Sebastian wird zum Martyrium gebunden, entstanden um 1630, fertigte Bockhorst nach einer Ölskizze van Dycks an, die 1620/21 entstand. Sie unterscheidet sich von der Vorlage durch die Dominanz der zeichnerischen Linie, ovale Gesichter und der Darstellung von Augen und Mündern durch Punkte. Diese Merkmale kennzeichnen auch das spätere Werk Bockhorsts. Der Ausbruch des Krieges, Öl auf Holz um 1640, wurde noch 1963 in Recklinghausen als Werk Rubens’ ausgestellt. Auch hier findet sich die typische Maltechnik Bockhorsts mit Hervorhebung von Umrisslinien der Dargestellten sowie die Andeutung von Mündern und Augen durch Punkte. Der Kopf Judiths in Judith und Holofernes, Öl auf Leinwand um 1660, ist wie in frühen Werken voll und oval dargestellt. Bockhorsts Maltechnik unterscheidet sich von der Rubens’, in dem er stärker als dieser über die Grundierung eine Farbschicht, häufig in Grau bis umbrafarben, legte.
Bei den bisher bekannten Werken der Septem artes liberales – die Sieben Freien Künste ist neben anderen Kennzeichen die nicht stoffliche Darstellung von Kleidung und Kopfhaaren charakteristisch. Das gilt ebenso für verhüllende Gewänder, etwa bei Apollon als Gott von Delphi, Öl auf Leinwand um 1650. Die Junge Frau im Seidenkleid, Öl auf Leinwand um 1650, weist überlange Finger auf, die wie in der Bleistiftzeichnung Auferstehung Christi (um 1660) spitzig ausgeführt sind.

## Rezeption
Bockhorsts Werk geriet in der Zeit des Klassizismus im späten 18. und 19. Jahrhundert weitgehend in Vergessenheit. Seit Ende des 19. Jahrhunderts stießen Gemälde der Barockzeit wieder auf größeres Interesse. Die Kunstgeschichte widmete sich Bockhorsts Schaffen und dessen Bedeutung verstärkt in der zweiten Hälfte des 20. Jahrhunderts. Seither stellte sich heraus, dass Rubens und van Dyck zugeschriebene Arbeiten von Bockhorst stammen. Es ergab sich jedoch auch, dass ihm zunächst zugeordnete von anderen Künstlern geschaffen wurden. So stammt etwa Bauern auf dem Weg zum Markt im Rubenshaus in Antwerpen von Frans Snyders, einem Brueghel-Schüler, der auch mit Rubens zusammenarbeitete. Das Snyders-Gemälde wurde noch 1990 bei Ausstellungen in Antwerpen und Münster als Bockhorsts Werk präsentiert. Noch anschließend wurde ein Werk des Rubens-Schülers Jan van den Hoecke irrtümlich Bockhorst zugeschrieben.
In seinem Geburtsort Münster befanden sich nur noch wenige Werke. Diese Lücke versuchte die Stadt im späten 20. Jahrhundert durch Ankäufe zu füllen und trug eine Sammlung zusammen, die sich im Stadtmuseum Münster befindet. Eine Ausstellung der Arbeiten Bockhorsts wurde 1990 im Rubenshuis in Antwerpen und im LWL-Landesmuseum für Kunst und Kulturgeschichte in Münster gezeigt. 1998 zeigte das Stadtmuseum Münster seine durch Leihgaben ergänzte Sammlung.

## Werke (Auswahl)
- Bauern auf dem Weg zum Markt, Rubenshuis, Antwerpen, um 1630, 272,5 × 217,5 cm
- St. Sebastian wird zum Martyrium gebunden, Stadtmuseum Münster, um 1630, 24,8 × 19,6 cm
- Selbstporträt, Stadtmuseum Münster, um 1640, 30,1 × 21 cm
- Der Ausbruch des Krieges, Stadtmuseum Münster, um 1640, 27,2 × 39 cm
- Johannes der Täufer, Privatbesitz, um 1640, 121,3 × 96 cm
- Christus am Kreuz zwischen den Schächern mit Maria, Johannes und Maria Magdalena, Stadtmuseum Münster, um 1640, 40 × 20 cm
- Die Hl. Familie mit St. Franziskus, Stadtmuseum Münster, um 1645, 43,9 × 27,2 cm
- Septem artes liberales – die Sieben Freien Künste 
  - Grammatika, Stadtmuseum Münster, um 1640, 132,5 × 109 cm
  - Arithmetica, Stadtmuseum Münster, um 1640, 141 × 140 cm
  - Geometria, Rheinisches Landesmuseum Bonn, um 1640, 142 × 171,5 cm
  - Rhetorica, Stadtmuseum Münster, um 1640, 139 × 159 cm
- Das Martyrium des Hl. Laurentius, Musée des Beaux-Arts Bordeaux, 178 × 100 cm
- Apollon als Gott von Delphi, Stadtmuseum Münster, um 1650, 60,2 × 72,5 cm
- Junge Frau im Seidenkleid, Stadtmuseum Münster, um 1650, 111 × 94 cm
- St. Sebastian, Stadtmuseum Münster, um 1650, 116,4 × 86,4 cm
- Anbetung der Könige, Bon Jones University Gallery of Sacred Art, Greenville, 1652
- Die Messe des Hl. Martinus, St. Martini Münster, um 1654, 310 × 230 cm
- Das Martyrium der Hl. Katharina von Alexandria, Privatbesitz, um 1654, 87 × 64 cm
- Merkur erblickt Herse, Kunsthistorisches Museum Wien, um 1655, 118 × 178,5 cm
- Vision des David, St. Michaelskirche, Gent, um 1655
- Judith und Holofernes, Stadtmuseum Münster, um 1660, 41,3 × 27,8 cm
- Kreuzaufrichtung, Stadtmuseum Münster, um 1660, 69,5 × 53 cm
- Auferstehung Christi, Stadtmuseum Münster, um 1660, 43,6 × 30,7 cm